# Louise-Marguerite de Prusse
Titre
Épouse du gouverneur général du Canada
13 octobre 1911 – 11 octobre 1916
(4 ans, 11 mois et 28 jours)
Louise-Marguerite de Prusse (Luise Margarete Alexandra Viktoria Agnes von Preußen), née le 25 juillet 1860 et décédée le 14 mars 1917, est une princesse de Prusse, épouse d'Arthur de Connaught et Strathearn, fils de la reine Victoria. Elle est vice-reine consort du Canada du 13 octobre 1911 au 11 octobre 1916.

## Biographie

### Famille et jeunesse
Louise-Marguerite est née le 25 juillet 1860 au palais de Marbre de Potsdam . Elle est la fille du prince Frédéric-Charles de Prusse, « le prince rouge » qui s'est distingué pendant la guerre victorieuse de 1870 contre la France et de la princesse Marie-Anne d'Anhalt-Dessau. Elle a deux sœurs aînées, Marie et Élisabeth-Anne, et un frère cadet, Frédéric-Léopold. La princesse est la petite-nièce de l'empereur Guillaume Ier et de l'impératrice Augusta de Saxe-Weimar-Eisenach. Le prince Frédéric-Charles est un homme autoritaire et violent qui, en 1858, ne se retient pas de frapper sa femme qui vient d'accoucher d'une troisième fille. Seule l'influence du Kaiser empêche la séparation du couple qui, cependant, vit séparément. La princesse Marie-Anne est considérée comme l'une des plus belles femmes d'Europe, artiste talentueuse qui conseille nombre de jeunes filles avant leur entrée dans le monde.

### Mariage

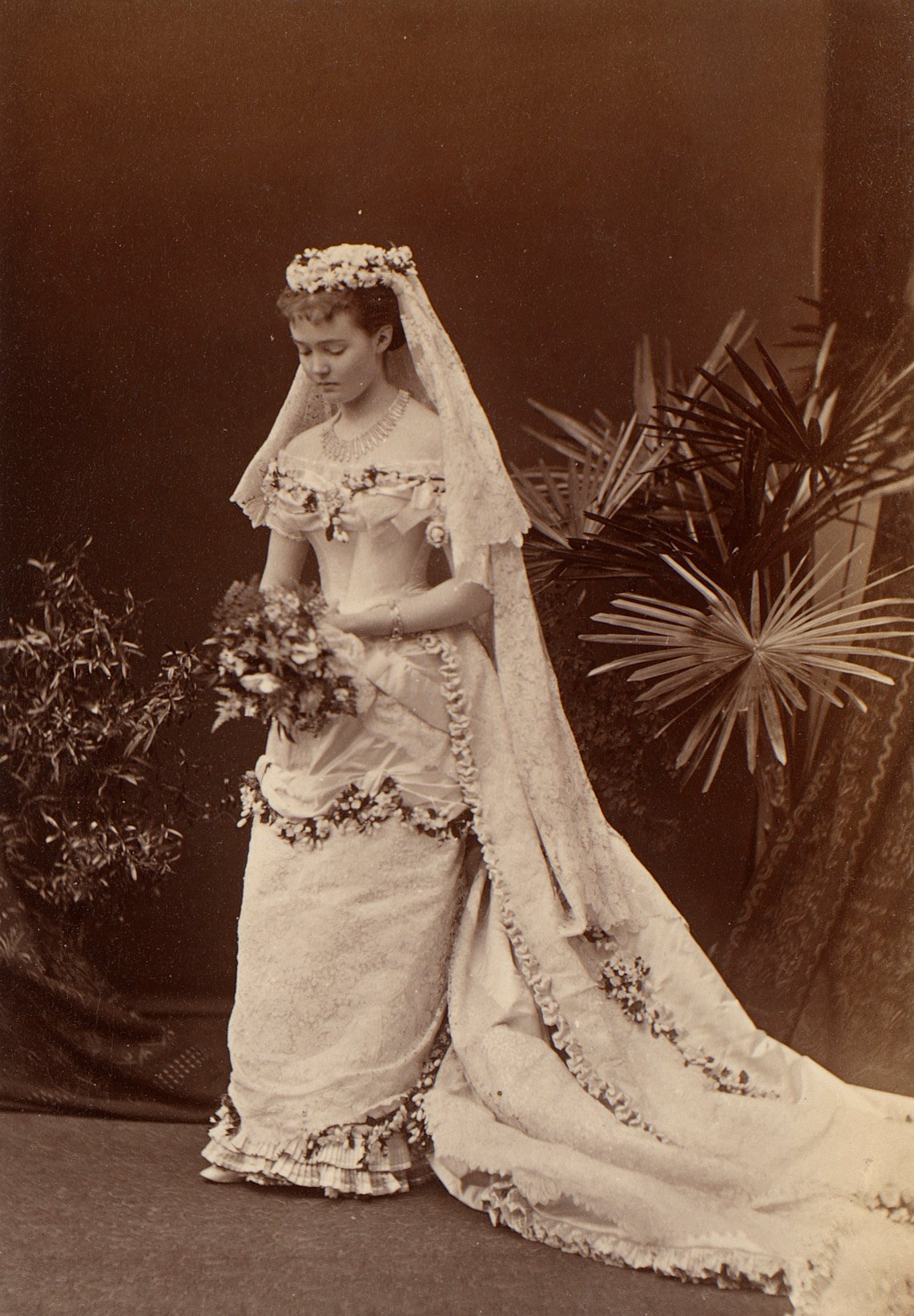
La princesse Louise-Marguerite le jour de son mariage.

Le 13 mars 1879, la princesse épouse le prince Arthur de Connaught et Strathearn en la chapelle Saint-Georges de Windsor. Le prince Arthur est le septième enfant et le troisième fils de la reine Victoria du Royaume-Uni et du défunt prince Albert de Saxe-Cobourg-Gotha . Il est estimé qu'il s'agit d'un mariage d'amour. La princesse souhaite également s'éloigner de la cour de Berlin et de la violence de son père .
Le mariage est décrit comme grandiose et le couple reçoit un grand nombre de cadeaux précieux : ceux de la reine consistent en un diadème en diamant et un pendentif en perles et diamants. De nombreux membres des familles royales d'Angleterre et d'Allemagne sont présents, dont le prince et la princesse de Galles.
Le couple a trois enfants :
- Margaret (15 janvier 1882 - 1er mai 1920), épouse en 1905 le futur roi de Suède Gustave VI Adolphe,
- Arthur (13 janvier 1883 - 12 septembre 1938), épouse Alexandra, duchesse de Fife,
- Patricia (17 mars 1886 - 12 janvier 1974), épouse en 1919 Alexander Ramsay.

### Duchesse de Connaught

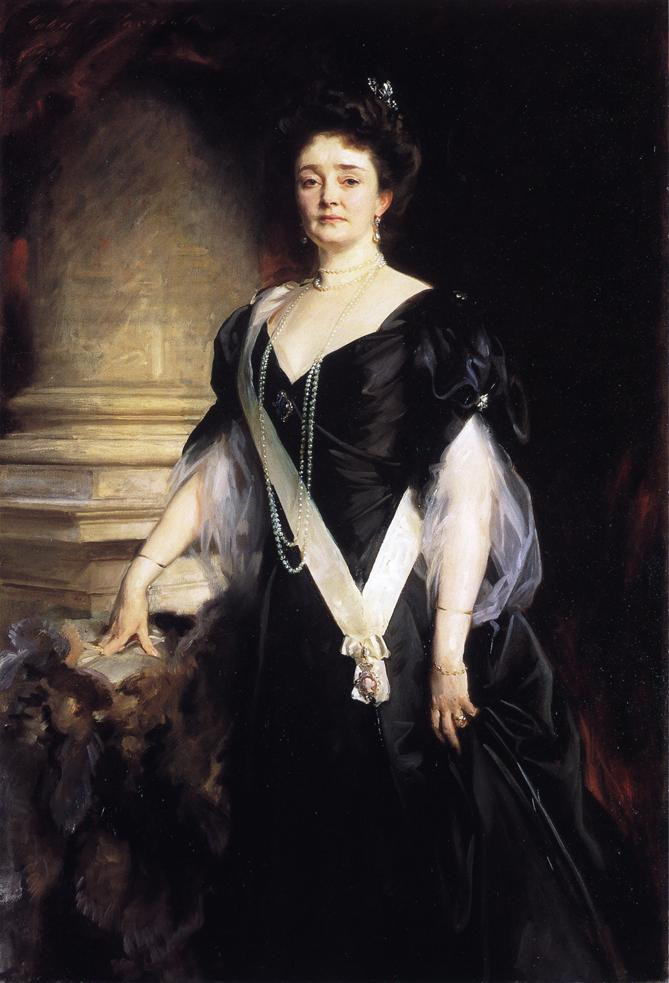
La duchesse de Connaught par John Singer Sargent en 1908.

La duchesse de Connaught passe les vingt premières années de son mariage à accompagner son époux lors de ses divers déploiements à travers l'Empire britannique. Le duc et la duchesse de Connaught font l'acquisition de Bagshot Park dans le Surrey comme maison de campagne et, après 1900, utilisent Clarence House comme résidence londonienne. En 1885, elle devient chef du 64e (8e Brandebourg) régiment d'infanterie de l'armée prussienne "Generalfeldmarschall Prinz Friedrich Karl von Preußen". Elle accompagne son mari au Canada en 1911, lorsqu'il devient gouverneur général. En 1916, elle devient colonel-en-chef du 199th Canadian (Overseas) Infantry Battalion (The Duchess of Connaught's Own Irish-Canadian Rangers) .
La duchesse de Connaught meurt de la grippe et de la bronchite à Clarence House le 14 mars 1917. Elle est le premier membre de la famille royale britannique à être incinéré, ce qui est fait au crématorium de Golders Green. La procédure de conservation des cendres dans une urne étant encore inconnue à l'époque, son urne est donc transportée dans un cercueil ordinaire lors de la cérémonie. Le roi George V ordonne quatre semaines de deuil et une garde d'honneur militaire lors des funérailles . Ses cendres sont finalement enterrées au Royal Burial Ground de Frogmore. Le duc de Connaught lui survit près de vingt-cinq ans.
La maternité adjacente à l'hôpital militaire de Cambridge d'Aldershot est nommée en son honneur la maternité Louise-Marguerite. Elle avait en effet posé la première pierre de cet hôpital, construit pour les épouses et les enfants de la garnison d'Aldershot .

## Titres et prédicats
- 25 juillet 1860 - 13 mars 1879 : Son Altesse Royale la princesse Louise-Marguerite de Prusse[7]
- 13 mars 1879 - 14 mars 1917 : Son Altesse Royale la duchesse de Connaught et Strathearn[8]

## Distinctions
- Mars 1879 : Dame de l'Ordre de la Couronne d'Inde
- 1883 : Membre de la Croix rouge royale
- 1888 : Dame de justice du Très vénérable ordre de Saint-Jean
- 8 mai 1890 : Dame grand-cordon de l'Ordre de la Couronne précieuse [9]
- 1893 : Dame de l'Ordre royal de Victoria et Albert, première classe
- 23 mai 1896 : dame grand-croix de l'ordre de Sainte-Catherine